# Piet Sielck
Piet Sielck (14 de noviembre de 1964) es un cantante de género Power Metal. Es conocido por ser el fundador y líder de la banda de Speed/Power metal Iron Savior, y por crear, junto a Kai Hansen, La banda Gentry, germen de lo que más adelante sería Helloween y también por ser el dueño del estudio Powerhouse en Hamburgo.

## Biografía

### Infancia
Nació el 14 de noviembre de 1964, empezó a tocar el piano a los ocho años y el bajo a los diez, después decidió que el bajo no era su favorito y tocó la guitarra.

### Carrera
La primera banda de Sielck era Gentry, que formó junto con Kai Hansen. En 1982, dejó la banda y trabajó primero como técnico, luego viajó por un año a Los Ángeles. Después de su regreso, comenzó su carrera como productor; su primera producción fue "Heading for Tomorrow", el primer álbum de Gamma Ray, la nueva banda de su viejo amigo Hansen. Otras bandas con el que cooperó son Uriah Heep, Saxon, y Blind Guardian. Se mantiene una buena relación con muchas bandas, después de haber participado en varios de sus álbumes como músico invitado. En 1996, Sielck creó su propia banda, Iron Savior, junto con Hansen y el entonces baterista Thomas Stauch de Blind Guardian. [ 1 ] Esos dos darían un paso más adelante, pero Sielck continua la banda con nuevos músicos. En 2004, accedió a producir y participar como guitarrista/bajista en la nueva banda de Stauch Savage Circus. Dejó Savage Circus en diciembre de 2011 para centrarse en Iron Savior exclusivamente.

## Discografía

### En Iron Savior
- Iron Savior (1997)
- Coming Home (Single, 1998)
- Unification (1998)
- Interlude (EP, 1999)
- I've Been to Hell (Single, 2000)
- Dark Assault (2001)
- Condition Red (2002)
- Battering Ram (2004)
- Megatropolis (2007)
- The Landing (2011)
- Rise of the Hero (2014)
- Megatropolis 2.0 (2015)
- Live at The Final Frontier (2015)
- Titancraft (2016)
- Reforged - Riding on Fire (2017)
- Kill or Get Killed (2019)
- Skycrest (2020)

### En Savage Circus
- Dreamland Manor (2005)
- Of Doom and Death (2009)

### Como artista invitado
- Gamma Ray: Sigh No More Vocales de Fondo (1991)